# Câmera de precisão
Uma câmera de precisão (ou câmera de alta velocidade) é um dispositivo usado para gravar filmes para reprodução em câmera lenta, ou para estudos de fenômenos transientes.
Uma gravação normal é filmada e reproduzida a 24 quadros por segundo, enquanto que a televisão exibe 25 quadros/segundo (PAL) ou 29.97 quadros/segundo (NTSC). Câmeras de precisão podem filmar até 250.000 quadros/segundo passando o filme sobre um prisma ou espelho rotatório ao invés de usar um obturador, reduzindo a necessidade de parar e iniciar o filme por trás de um obturador, o que impediria o filme em determinadas velocidades. Usando essa técnica, é possível estender um segundo a até 10 minutos de tempo de reprodução. As câmeras mais rápidas são usadas geralmente em pesquisas científicas, testes e avaliações militares, e em indústrias. Um exemplo de aplicação industrial é o teste de batida, que melhor documenta uma batida e o que acontece a um automóvel e aos passageiros durante a batida. Séries de televisão como Os Caçadores de Mitos e A Super Câmera usam câmeras de precisão frequentemente para demonstrar seus testes em câmera lenta. A câmera de precisão de maior velocidade tem a habilidade de capturar imagens a uma velocidade de 200 milhões de quadros por segundo.
Um problema das câmeras de precisão é a necessidade de exposição para o filme, sendo que é necessário bastante brilho para poder filmar a 40.000 quadros/segundo, levando, às vezes, à destruição do objeto sendo examinado por causa do calor da luz.
É possível capturar imagens a velocidades ainda maiores usando dispositivos eletrônicos CCD especializados, que alcançam velocidades de até ou acima dos 25 milhões de quadros por segundo. Todo o desenvolvimento de câmeras de precisão se concentra nas câmeras de vídeo digitais, que possuem vários benefícios de custo e operação em comparação às câmeras cinematográficas.
Avanços recentes na forma de dispositivos de conversão de imagens providenciam resoluções temporais de menos de 50 picossegundos, equivalente a mais de 100.000.000.000 quadros por segundo. Esses instrumentos operam convertendo a luz incidente (consistindo em fótons) em uma onda de elétrons que é, então, refletida em um fotoanodo, de volta em fótons, que podem ser então gravados em um filme ou um CCD.

## Usos na televisão
- O show Os Caçadores de Mitos usa câmeras de precisão para mensurar pesos ou medidas.
- Time Warp consiste no uso de câmeras de precisão para diminuir a velocidade de coisas que são normalmente muito rápidas de serem vistas a olho nu.